# Gasconstante
De gasconstante {\displaystyle R}, ook de algemene gasconstante of molaire gasconstante genoemd, is een natuurconstante die gedefinieerd is als het product van de boltzmannconstante kB en de constante van Avogadro NA. Sinds de nieuwe definitie van de basiseenheden in 2019, zijn deze beide constanten vastgelegd als een exacte waarde. Dit betekent dat de gasconstante ook een exacte definitie heeft:
{\displaystyle R\equiv k_{\mathrm {B} }N_{\mathrm {A} }=(1{,}380\,649\times 10^{-23}\,\mathrm {J\,K} ^{-1})\times (6{,}022\,140\,76\times 10^{23}\,\mathrm {mol} ^{-1})=8{,}314\,462\,618\,153\,24\,\mathrm {J\,mol} ^{-1}\mathrm {K} ^{-1}}
De waarde van de gasconstante in verschillende eenheden is als volgt:
R = 8,314 462 618 153 24 J K−1 mol−1 = 8,314 462 618 153 24 JK · mol
R = 0,082 057 366 080 96 L atm K−1 mol−1 = 0,082 057 366 080 96 L · atmK · mol
R = 62,363 598 221 529 L torr K−1 mol−1 = 62,363 598 221 529 L · torrK · mol
R = 1,987 204 258 640 (83) cal K−1 mol−1 = 1,987 204 258 640 (83) calK · mol
De gasconstante is de evenredigheidsconstante R die onder meer voorkomt in de algemene gaswet en de vergelijking van Van der Waals. De algemene gaswet luidt:
{\displaystyle pV=nRT},
waarin p de druk, V het volume, n het aantal mol en T de absolute temperatuur van het gas is.

## Specifieke gasconstante
Soms verwijst men ook wel eens naar de specifieke gasconstante, die gelijk is aan de verhouding van de algemene gasconstante R tot de molaire massa M van het gebruikte gas.
{\displaystyle R_{\mathrm {specifiek} }={\frac {R}{M}}}